# Alcis albilinea
Alcis albilinea là một loài bướm đêm trong họ Geometridae.